# Thomas Mühlbauer
Thomas Mühlbauer (23 de julio de 1971) es un jinete alemán que compitió en la modalidad de salto ecuestre. Ganó una medalla de bronce en el Campeonato Europeo de Saltos Ecuestres de 2009, en la prueba por equipos.

## Palmarés internacional
| Campeonato Europeo | Campeonato Europeo    | Campeonato Europeo | Campeonato Europeo |
| Año                | Lugar                 | Medalla            | Categoría          |
| ------------------ | --------------------- | ------------------ | ------------------ |
| 2009               | Windsor (Reino Unido) | Medalla de bronce  | Por equipos        |